# Institution totale
Pour les articles homonymes, voir Institution.

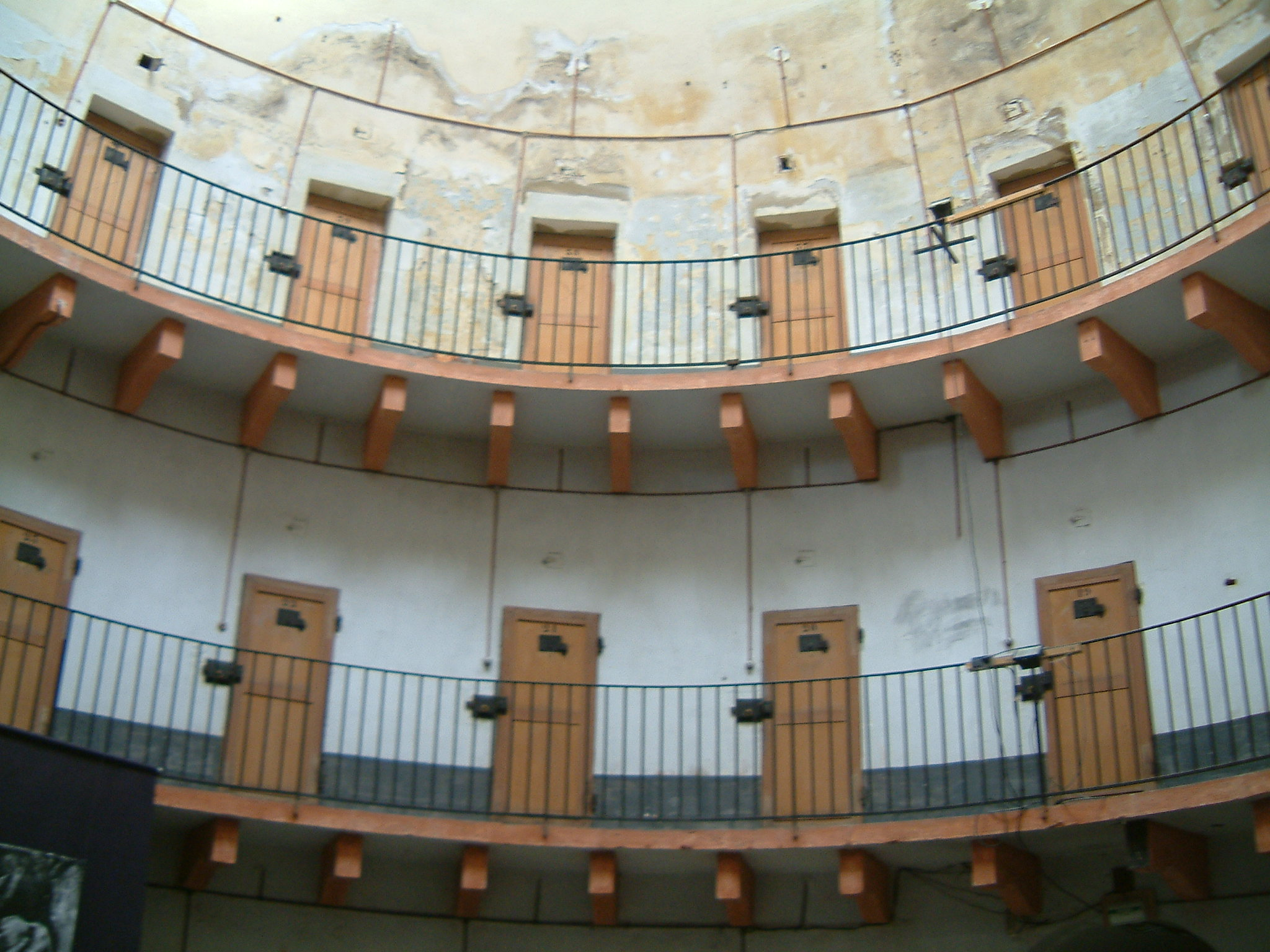
La prison, une institution totale.

Une institution totale est une institution sociale physique, où des individus, placés dans une situation homogène, sont coupés du monde extérieur, et où leur vie est réglée par l'institution sans leur consentement.

## Concept
Le sociologue canadien Erving Goffman définit l'institution totale en premier. Il écrit qu'il s'agit d'« un lieu de résidence et de travail où un grand nombre d'individus, placés dans la même situation, coupés du monde extérieur pour une période relativement longue, mènent ensemble une vie recluse dont les modalités sont explicitement et minutieusement réglées ».
Il considère ainsi que les prisons, camps de concentration, asiles et couvents, camps de travail, etc., peuvent être considérés comme des institutions totales. Ils enferment, homogénéisent et règlent la vie des personnes qui y habitent, sans marge de liberté pour elles, autres que celles accordées provisoirement par l'institution.
Goffman exclut toutefois les internats, et orphelinats, des institutions totalitaires puisque les reclus (ce qui caractérise le résident d'une institution totale) n'entrent pas dans l'institution avec une culture importée héritée de leur famille (sauf dans la mesure où, relié au monde extérieur, l'orphelin parvient à faire son apprentissage social, alors même qu'il est systématiquement coupé du monde). Une école est une institution semi-totale du fait qu'on rentre à la maison le soir et, donc, on poursuit une vie partiellement extérieure.
Les institutions totales détruisent partiellement l'identité des reclus, notamment leur dimension morale, mais ils sont parfois capables d'adaptations ingénieuses. L'institution totale a un mode de fonctionnement bureaucratique. Tous les besoins des individus sont pris en charge par l'institution.